# Sugarloaf (Colorado)
Sugarloaf es un lugar designado por el censo ubicado en el condado de Boulder en el estado estadounidense de Colorado. En el Censo de 2010 tenía una población de 261 habitantes y una densidad poblacional de 46,27 personas por km².

## Geografía
Sugarloaf se encuentra ubicado en las coordenadas 40°1′8″N 105°24′28″O / 40.01889, -105.40778. Según la Oficina del Censo de los Estados Unidos, Sugarloaf tiene una superficie total de 5.64 km², de la cual 5.64 km² corresponden a tierra firme y (0%) 0 km² es agua.

## Demografía
Según el censo de 2010, había 261 personas residiendo en Sugarloaf. La densidad de población era de 46,27 hab./km². De los 261 habitantes, Sugarloaf estaba compuesto por el 93.49% blancos, el 1.53% eran afroamericanos, el 0% eran amerindios, el 2.3% eran asiáticos, el 0% eran isleños del Pacífico, el 0.77% eran de otras razas y el 1.92% pertenecían a dos o más razas. Del total de la población el 0.77% eran hispanos o latinos de cualquier raza.